# Samangan (provins)
36°15′N 68°1′Ø / 36.250°N 68.017°Ø
Samangan-provinsen er en af  Afghanistans 34 provinser. Den ligger i den nordlige del af  landet. Administrationscenteret er byen Aybak.
Provinsen er inddelt i 7 distrikter:
- Aybak
- Dara-I-Sufi Bala
- Dara-I-Sufi Payin
- Feroz Nakhchir
- Hazrati Sultan
- Khuram Wa Sarbagh
- Ruyi Du Ab